# 昭和化工
昭和化工株式会社（しょうわかこう、英称：Showa Kako Corp.）は、大阪府吹田市芳野町に本社を置く、主に有機合成による化成品の製造販売をおこなう企業である。

## 会社概要
有機合成・無機合成・バイオ技術を用いた、各種化成品ならびに無機薬品の製造販売をおこなう。特に医農薬関連薬品に強く、他にもクエン酸や酒石酸など、有機酸による各種化成品などの分野でも強みを持つ。
日本で初めて、吐酒石を製造した企業としても、その名を知られると共に、創業当時から各種試薬、工業薬品で専門としており、その高い技術で定評を持つことに加え、近年では中国にて現地企業とのジョイントベンチャー事業や、国内でも同業他社との資本参入や、経営参画に積極的な企業としての側面を持つことでも知られる。

## 沿革
- 1918年（大正7年）- 創業者・小椋荘之助が大阪市東淀川区豊崎にて、各種工業薬品、試薬類の製造を目的とした「小椋製薬所」を設立する。
- 1924年（大正13年）- 日本で初めて吐酒石の製造を開始。
- 1928年（昭和3年）- 酒石酸の工業的生産に成功。
- 1932年（昭和7年）- 吐酒石および酒石酸製造部門を分離し、同部門を担う昭和製薬株式会社を、大阪府吹田市に設立。
- 1934年（昭和9年）- 小椋製薬所・豊崎工場を大阪市東淀川区十八条町へ移転。一方、昭和製薬株式会社でクエン酸の製造を開始。
- 1939年（昭和14年）- 小椋製薬所を、合名会社小椋製薬所に改組。その2年後、合名会社小椋製薬所を、小椋製薬株式会社に改組。
- 1943年（昭和18年）- 小椋製薬株式会社、昭和製薬株式会社を吸収合併し、昭和化工株式会社に商号を変更。
- 1949年（昭和24年）- 永興染料製造株式会社を吸収合併。
- 1951年（昭和26年）- 本社を大阪市北区堂島へ移転。
- 1980年（昭和55年）- 吹田工場に事務、研究棟を建設。5年後、新規製品開発に対応するため、吹田工場に多目的実験工場を建設。その4年後、更に第2多目的実験工場を建設。
- 1996年（平成8年）- 吹田工場を更に増強。医薬中間体を中心とした第3多目的工場を建設。
- 2005年（平成17年）- 吹田工場に第4多目的工場を建設。
- 2011年（平成23年）- 吹田工場に第5・6・7多目的工場完成。